# John Theophilus Desaguliers
John Theophilus Desaguliers, franc. Jean Théophile des Aguliers (ur. 12 marca 1683 w La Rochelle, zm. 29 lutego 1744 w Covent Garden) – filozof przyrody, fizyk, pastor Kościoła Anglii, wolnomularz, znany z odkryć właściwości energii elektrycznej. Został uznany za wynalazcę planetarium w oparciu o niektóre opublikowane przez niego plany. Był popularyzatorem teorii Isaaca Newtona i ich praktycznych zastosowań. Trzykrotnie odznaczony Medalem Copleya – najwyższym odznaczeniem Towarzystwa Królewskiego w Londynie: w 1734, 1736 i 1741 roku (jak dotąd jest osobą, która została uhonorowana tym odznaczeniem największą liczbę razy).

## Życiorys
Desaguliers urodził się w La Rochelle, we Francji w rodzinie hugenockiej, jako syn pastora. W wieku 11 lat wyemigrował do Anglii w wyniku wydania Edyktu z Fontainebleau. Pierwsze wykształcenie otrzymał w szkole założonej przez jego ojca w Islington. Naukę kontynuował w Grammar Scool College Bishop Vesey, a w 1705 rozpoczął studia w Christ Church, kolegium Uniwersytetu Oksfordzkiego, gdzie w 1709 roku otrzymał tytuł licencjata.
John Theophilus Desaguliers był masonem. W 1719 roku został wybrany trzecim Wielkim Mistrzem, obejmując sukcesję po Georgeu Payne, a w 1723 i w 1725 roku zastępcą Wielkiego Mistrza w Wielkiej Loży Anglii. Zasłynął jako współautor pierwszej Konstytucji masońskiej, wydrukowanej 17 stycznia 1723 roku, skompilowanej na polecenie władz Wielkiej Loży przez jego przyjaciela Jamesa Andersona.
Desaguliers był kapłanem w Kościele Anglii. Dzięki patronatowi księcia Jamesa Brydgesa otrzymał w 1714 roku nominację, uprawniającą go do beneficjum kościoła Św. Wawrzyńca w Little Stanmore, a następnie w Middlesex. Jego obowiązki jako proboszcza łączyły się ze sprawowaniem funkcji kapelana księcia. Desaguliers dał się poznać jako niezbyt związany ze swoimi obowiązkami parafialnymi z powodu większego zainteresowani innymi sprawami, do tego stopnia, że książę skarżył się na nieuzasadnione opóźnienia w grzebaniu zmarłych. Jednakże pomimo poróżnienia się ze swym patronem, Desaguliers zachował beneficjum do końca swego życia.
Przez długi czas chorował na dnę moczową każdej zimy, zmarł po kilku miesiącach choroby w swym domu w Bedford Coffee House w Londynie w wieku 60 lat. Został pochowany 6 marca w Savoy Chapel w Londynie.

## Osiągnięcia naukowe
Desaguliers był pierwszym, który wprowadził odczyty wykładów w Londynie, gdzie do jego audytorium, oprócz uczonych należeli również Jerzy I, Jerzy II oraz członkowie rodziny królewskiej. W 1714 roku został członkiem Towarzystwa Królewskiego, w którego Transakcjach opublikował kilka cennych dokumentów. W 1718 roku otrzymał tytuł licencjata oraz tytuł doktora prawa na Uniwersytecie Oksfordzkim. Desaguliers zasłynął również z publikacji dwóch tomów pt. Kurs filozofii doświadczalnej. Publikacja pierwszego tomu miała miejsce w roku pierwszego przyznania Medalu Copleya (1734), natomiast tom drugi został opublikowany 10 lat później w roku 1744, tj. roku jego śmierci. Tom pierwszy dotyczył teoretycznej i praktycznej mechaniki z wyjaśnieniami podstaw fizyki newtonowskiej. tom drugi zawierał materiały zorientowane na praktyczne zastosowanie odkryć naukowych.
Desaguliers dał się poznać jako wynalazca i naukowiec. Ulepszył konstrukcję silnika parowego Thomasa Saveryego, poprzez dodanie zaworu bezpieczeństwa. Zaprojektował także metody ogrzewania kotłów parowych cieczą zamiast ogniem, prawdopodobnie podnosząc ich bezpieczeństwo.

## Życie prywatne
14 października 1712 roku ożenił się z Joanna Pudsey, córka Williama i Anne Pudsey z Kidlington niedaleko Oksfordu. Mieli czterech synów i trzy córki, których rodzice chrzestni byli w większości arystokratami, jednak tylko dwoje dożyło wieku dorosłego: John Theophilus Desaguliers (1718–1751), który ukończył studia w Oksfordzie, został duchownym; Thomas Desaguliers (1721–1780), który zrobił karierę wojskową.